# Тонавонда (Њујорк, насељено место)
Тонавонда (енгл. Tonawanda (CDP)) насељено је место без административног статуса у америчкој савезној држави Њујорк.

## Демографија
По попису из 2010. године број становника је 58.144, што је 3.585 (-5,8%) становника мање него 2000. године.
| Група             | 2000.          | 2010.          |
| Белци             | 58.551 (94,9%) | 53.210 (91,5%) |
| Афроамериканци    | 940 (1,5%)     | 1.773 (3,0%)   |
| Азијати           | 802 (1,3%)     | 831 (1,4%)     |
| Хиспаноамериканци | 802 (1,3%)     | 1.485 (2,6%)   |
| Укупно            | 61.729         | 58.144         |